# جامعة كوبان التكنولوجية الحكومية
جامعة كوبان التكنولوجية الحكومية أو جامعة ولاية كوبان للتكنولوجيا (بالروسية: Кубанский государственный технологический университет). جامعة روسية حكومية تقع في كراسنودار، عاصمة الكيان الفدرالي كراسنودار كراي في جنوب روسيا. تأسست في 16 يونيو 1918. تُعد واحدة من أولى مؤسسات التعليم العالي التي أنشئت في المنطقة الجنوبية من روسيا.

## وصلات خارجية
- الموقع الرسمي